# Брицко, Константин Михайлович
Константин Михайлович Брицко — советский государственный и  хозяйственный деятель.

## Биография
Родился в 1909 году в Гомеле. Член КПСС.
С 1935 года — на государственный и хозяйственной работе. 
В 1935—1980 гг. :
- инженер-конструктор, начальник технического отдела, главный инженер, директор 2-го Московского часового завода,
- главный технолог, начальник технического бюро Наркомата общего машиностроения СССР,
- участник Великой Отечественной войны,
- заместитель министра машиностроения и приборостроения СССР,
- заместитель председателя совнархоза Пензенского экономического района,
- заместитель начальника Главного управления электротехнической и приборостроительной промышленности СНХ РСФСР,
- начальник Главчаспрома Минприбора СССР[1].

Умер в Москве в 1992 году.